# Голынчинцы
Голы́нчинцы (укр. Голинчинці) — село на Украине, находится в Шаргородском районе Винницкой области.
Код КОАТУУ — 0525380801. Население по переписи 2001 года составляет 1070 человек. Почтовый индекс — 23552. Телефонный код — 4344. Занимает площадь 27,4 км².

## Религия
В селе действует Свято-Димитриевский храм Шаргородского благочиния Могилёв-Подольской епархии Украинской православной церкви. Возле села расположена знаменитая долина крестов «Иосафатова долина», которая является популярным местом паломничества.

## Адрес местного совета
23552, Винницкая область, Шаргородский р-н, с. Голынчинцы, ул. Первомайская, 1, тел. 2-44-44